# Neoturris papua
Neoturris papua är en nässeldjursart som först beskrevs av René-Primevère Lesson 1843.  Neoturris papua ingår i släktet Neoturris och familjen Pandeidae. Inga underarter finns listade i Catalogue of Life.